# Dracula gigas
Dracula gigas là một loài lan. Đôi khi được gọi là Lan mặt khỉ vì hoa của nó giống như khuôn mặt của một con khỉ. Tên chung này được chia sẻ với Orchis simia